# Lara Sousa
Lara Sousa, también llamada Lara de Sousa, es una cineasta mozambiqueña. Trabajó como programadora del Festival Documental DOCKANEMA de Mozambique durante varios años y se involucró en proyectos sociales y de desarrollo, enfocando su investigación en temas de género y derechos humanos.

## Biografía
Sousa tiene una especialización en Dirección de Documentales, obtenida de la Escuela Internacional de Cine y Televisión (EICTV) de San Antonio de los Baños, Cuba. También estudió Antropología en ISCTE, Portugal y UCM, España, especializándose en antropología visual.

## Carrera profesional
En 2017, escribió, dirigió y produjo el documental en español, La Finca del Miedo, producido por IECTV, Cuba.
En 2018 dirigió el documental, Fin (End), también estrenado en Cuba.
El documental, The Ship and the Sea (en portugués: O Navio eo Mar), que coprodujo con Matheus Mello y codirigió con Everlane Moraes, fue seleccionado junto con otras 30 películas como Proyectos del Foro de Finanzas en la undécima edición del Festival Internacional de Cine de Durban 2020 realizado entre el 10 y el 20 de septiembre, de forma virtual. La película también ganó en el Durban FilmMart 2020, el premio del Festival Internacional de Cine Documental de Ámsterdam (IDFA) de Países Bajos.
Participó en la selección de la iniciativa Indaba 2020, en la primera categoría, "Los participantes 2020 con proyectos son productores", con el largometraje de Inadelso Costa, "Karigana".
Participó en la exposición Colab NowNow organizada por el British Council, en asociación con el festival Maputo Fast Forward de Mozambique y el Fak'ugesi African Digital Innovation Festival de Sudáfrica.

## Filmografía
| Año  | Título                                | Rol                               | Notas                     | Ref.          |
| ---- | ------------------------------------- | --------------------------------- | ------------------------- | ------------- |
| 2020 | The Ship and the Sea (O Naveo e o Mar | Codirectora y coproductora        | Documental (Creativo)     | [ 1 ]         |
| 2019 | Kalunga                               | Directora                         | Documentarl, cortometraje | [ 11 ] [ 12 ] |
| 2019 | Machimbrao - El hombre nuevo          | Directora                         | Documental (Creativo)     | [ 13 ]        |
| 2018 | Fin (End)                             | Directora                         | Documental (Creativo)     | [ 14 ] [ 3 ]  |
| 2017 | La Finca del Miedo (The Farm of Fear) | Directora, escritora y productora | Documental                | [ 4 ]         |